# Campeonato do Azerbaijão de Ciclismo Contrarrelógio
Os Campeonatos do Azerbaijão de Ciclismo Contrarrelógio organizam-se anual e ininterruptamente desde o ano 2012 para determinar o campeão ciclista do Azerbaijão de cada ano, na modalidade.
O título outorga-se ao vencedor de uma única corrida, na modalidade de Contrarrelógio individual. O vencedor obtém o direito a portar um maillot com as cores da Bandeira do Azerbaijão até ao campeonato do ano seguinte, somente quando disputa provas de Contrarrelógio.
O corredor mais laureado é Elchin Asadov, com seis vitórias.

## Palmarés
| Ano  | Ganhador         | Segundo          | Terceiro          |
| 2012 | Elchin Asadov    | Tural Isgandarov | Ruslan Mustafayev |
| 2013 | Elchin Asadov    | Tural Isgandarov | Agshin Ismaylov   |
| 2014 | Elchin Asadov    | Samir Jabrayilov | Tural Isgandarov  |
| 2015 | Maksym Averin    | Elchin Asadov    | Samir Jabrayilov  |
| 2016 | Elchin Asadov    | Maksym Averin    | Samir Jabrayilov  |
| 2017 | Elchin Asadov    | Elgun Alizada    | Samir Jabrayilov  |
| 2018 | Elchin Asadov    | Musa Mikayilzade | Elgun Alizada     |
| 2019 | Elchin Asadov    | Samir Jabrayilov | Musa Mikayilzade  |
| 2020 | Não se disputou  | Não se disputou  | Não se disputou   |
| 2021 | Musa Mikayilzade | Samir Jabrayilov | Amal Abdulazizli  |
| 2022 | Elchin Asadov    | Musa Mikayilzade | Elgun Alizada     |